# Скацел, Рудольф
Ру́дольф «Руди» Ска́цел (чеш. Rudolf «Rudi» Skácel; род. 17 июля 1979, Трутнов, Чехословакия) — чешский футболист, защитник. Выступал за сборную Чехии.

## Карьера

### Клубная
Воспитанник футбольных школ клубов «Трутнов» и «Градец-Кралове». Профессиональную карьеру начал в 1999 году в клубе «Градец-Кралове», в 2002 году перешёл в пражскую «Славию», в составе которой стал в том же году обладателем Кубка Чехии и дошёл с клубом до 1/8 финала Кубка УЕФА.
В августе 2003 года его трансфер за 2.500.000 € выкупил марсельский «Олимпик», однако, закрепиться в его составе Рудольфу не удалось, поэтому в 2004 году он был отдан в аренду в «греческий Панатинаикос», в составе которого впоследствии сыграл в матчах группового этапа Лиги чемпионов и в 1/16 финала Кубка УЕФА.
В июле 2005 года перешёл в эдинбургский «Хартс», в составе которого стал обладателем Кубка Шотландии в 2006 году. 29 июля того же 2006 года был продан в английский «Саутгемптон», который заплатил за его трансфер сумму в 1.600.000 £.
31 января 2008 года был отдан в аренду (до конца сезона с правом выкупа трансфера) берлинской «Герте». В 2009 вернулся в пражскую «Славию», а в 2010 перешёл в «Ларису». Отыграв за греческий клуб 7 матчей, Руди снова присоединился к шотландскому «Хартсу».
26 октября 2012 года Скацел перешёл в «Данди Юнайтед», подписав контракт до 30 января 2013 года. По окончании срока действия договора Руди вернулся в «Славию».
В августе 2015 года, после двухгодичного перерыва, присоединился к клубу «Млада-Болеслав», подписав контракт до конца сезона 2015/16.

### В сборной
С 2001 года выступал за молодёжную сборную, в составе которой стал чемпионом Европы 2002.
В составе главной национальной сборной Чехии дебютировал 15 ноября 2003 года в проводившемся в Теплице товарищеском матче со сборной Канады. Был в заявке сборной Чехии на чемпионат Европы 2008 года, но так и не сыграл ни одного матча.

## Статистика выступлений за сборную
| Матчи Рудольфа Скацела за сборную Чехии | Матчи Рудольфа Скацела за сборную Чехии | Матчи Рудольфа Скацела за сборную Чехии | Матчи Рудольфа Скацела за сборную Чехии | Матчи Рудольфа Скацела за сборную Чехии | Матчи Рудольфа Скацела за сборную Чехии | Матчи Рудольфа Скацела за сборную Чехии |
| --------------------------------------- | --------------------------------------- | --------------------------------------- | --------------------------------------- | --------------------------------------- | --------------------------------------- | --------------------------------------- |
| №                                       | Дата                                    | Оппонент                                | Счёт                                    | Голы                                    | Соревнование                            |                                         |
| 1                                       | 12 ноября 2003                          | Канада                                  | 5:1                                     | 1                                       | Товарищеский матч                       |                                         |
| 2                                       | 17 августа 2005                         | Швеция                                  | 1:2                                     | -                                       | Товарищеский матч                       |                                         |
| 3                                       | 7 сентября 2005                         | Армения                                 | 4:1                                     | -                                       | Отборочный матч ЧМ-2006                 |                                         |
| 4                                       | 27 мая 2008                             | Литва                                   | 2:0                                     | -                                       | Товарищеский матч                       |                                         |
| 5                                       | 30 мая 2008                             | Шотландия                               | 3:1                                     | -                                       | Товарищеский матч                       |                                         |
| 6                                       | 3 марта 2010                            | Шотландия                               | 0:1                                     | -                                       | Товарищеский матч                       |                                         |
| 7                                       | 22 мая 2010                             | Турция                                  | 1:2                                     | -                                       | Товарищеский матч                       |                                         |

## Достижения
Чемпион Европы (до 21 года): 2002
Обладатель Кубка Чехии: 2001/02
Обладатель Кубка Шотландии (2): 2005/06, 2011/12